# Ediciones Destino
Pour les articles homonymes, voir Destino.
Ediciones Destino est une maison d'édition fondée à Barcelone en 1942 par les éditeurs de l'hebdomadaire Destino.
Depuis 1996 Destino appartient au Grupo Planeta.
La maison d'édition décerne deux prix annuels à des œuvres inédites, le prix Nadal, prix le plus ancien de la littérature espagnole, et le prix Josep Pla (en) pour une œuvre en langue catalane.